# Eleccions legislatives sueques de 1948
Les eleccions legislatives sueques del 1948 es van celebrar el 19 de setembre de 1948. Malgrat una campanya de gran part de la premsa sueca contra la socialització de les assegurances, el control del comerç exterior i les regulacions de racionament que encara s'aplicaven des de la guerra , el primer ministre i líder socialdemòcrata Tage Erlander va aconseguir derrotar l' oposició liderada pel Partit Popular sota el mandat de Bertil Ohlin amb una participació electoral més alta. Va mantenir el seu govern amb només pèrdues menors i el Partit Socialdemòcrata va seguir sent el partit més gran, guanyant 112 escons a la Cambra Baixa del Riksdag. Erlander va romandre com a Primer Ministre fins al 1969.

## Resultats
|                         |                                   |           |        |           |     |  |  |  |
| Partits                 | Partits                           | Vots      | %      | Escons    | +/− |  |  |  |
|                         | Partit Socialdemòcrata            | 1,789,459 | 46.13  | 112 / 230 | 3   |  |  |  |
|                         | Partit Popular                    | 882,437   | 22.75  | 57 / 230  | 31  |  |  |  |
|                         | Lliga de Pagesos                  | 480,421   | 12.39  | 30 / 230  | 5   |  |  |  |
|                         | Organització Nacional de la Dreta | 478,786   | 12.34  | 23 / 230  | 16  |  |  |  |
|                         | Partit Comunista                  | 244,826   | 6.31   | 8 / 230   | 7   |  |  |  |
|                         | Partit Socialista d'Esquerra      | 2,943     | 0.08   | 0 / 230   | =   |  |  |  |
|                         | Altres partits                    | 119       | 0.00   | 0 / 230   | =   |  |  |  |
|                         |                                   |           |        |           |     |  |  |  |
| Vots vàlids             | Vots vàlids                       | 3,878,991 | 99.58  |           |     |  |  |  |
| Vots blancs i invàlids  | Vots blancs i invàlids            | 16,170    | 0.42   |           |     |  |  |  |
| Total                   | Total                             | 3,895,161 | 100,00 | 230       | =   |  |  |  |
| Inscrits / participació | Inscrits / participació           | 4,707,783 | 82.74  |           |     |  |  |  |